# Émeutes de 2021 en Afrique du Sud
Les troubles sud-africains de 2021 sont une série d'émeutes et de manifestations dans les provinces sud-africaines du KwaZulu-Natal et du Gauteng, qui ont commencé dans la soirée du 11 juillet 2021. Elles ont commencé comme une manifestation après l'arrestation et détention de l'ancien président sud-africain Jacob Zuma, arrêté après avoir refusé de témoigner à la Commission Zondo (en), une enquête soutenue par l'État examinant les allégations de corruption au cours de son mandat de 2009 à 2018. D'abord protestations de ses partisans en KwaZulu-Natal, ces émeutes ont dégénéré en pillages et violences dans tout le KwaZulu-Natal et le Gauteng. Avec un total de 342 morts, elles sont considérées comme les plus violentes depuis la fin de l'apartheid.

## Contexte

### Bataille juridique de Jacob Zuma
Jacob Zuma a été inculpé de corruption en mars 2018, principalement dans le cadre d'une vente d'armes de 30 milliards de rands. La bataille juridique s'est poursuivie à partir du moment où l'équipe juridique de Zuma a demandé plus de temps pour se préparer et essayer de faire licencier les accusés. Au cours du procès, Zuma a été absent à plusieurs reprises du tribunal pour des raisons médicales. L'affaire a été portée devant la Cour constitutionnelle.

### Arrestation de Jacob Zuma
Les manifestations ont commencé le 8 juillet 2021, après que Zuma a été condamné à 15 mois de prison le 29 juin 2021 pour outrage au tribunal. Il avait refusé de comparaître devant une commission nommée par le gouvernement enquêtant sur des allégations de corruption au cours de ses neuf années au pouvoir. On lui a donné jusqu'au 4 juillet pour se rendre, après quoi la police serait obligée de l'arrêter. Cependant, le 3 juillet, le tribunal a accepté d'entendre sa requête le 12 juillet.
Le service de police sud-africain a ensuite reçu l'ordre de l'arrêter avant le 7 juillet 2021 s'il refusait de se rendre. Des partisans s'étaient rassemblés près de son domicile avec des armes pour contrer son arrestation, mais il s'est rendu à la police le 7 juillet et a été incarcéré au Centre correctionnel d'Estcourt.
Zuma a contesté sa détention le 9 juillet devant la Haute Cour de Pietermaritzburg pour des raisons de santé, mais sa demande a été rejetée. Son arrestation a conduit à de violentes protestations de ses partisans, qui ont surnommé leur campagne "Libérez Jacob Zuma et fermez KZN".
Après l'arrestation de Zuma, de vastes manifestations ont commencé à l'échelle nationale, ses partisans appelant à sa libération.

## Émeutes et pillages
Les émeutes ont commencé dans la soirée du 11 juillet 2021, lorsque plusieurs sources d'information ont fait état de coups de feu et d'explosions entendus dans les centres commerciaux locaux et les zones résidentielles. La violence s'est rapidement intensifiée et, le matin du 12 juillet, plusieurs entreprises et centres commerciaux ont été contraints de fermer à la suite de pillages et de violences généralisés.

### Incitation
La fille de Jacob Zuma, Duduzile Zuma-Sambudla, fait partie des personnes qui ont encouragé le pillage et la violence afin d'obtenir la libération de son père.

### Réponse de l'État
Initialement, le service de police sud-africain a été déployé dans le district de Nkandla pour contrôler les manifestations.
Au cours du week-end, alors que le service de police luttait pour contenir les pillages à grande échelle et les dommages causés aux infrastructures, la pression montait sur le gouvernement pour déployer l'armée.
Dans la matinée du 12 juillet 2021, la force de défense nationale sud-africaine a été déployée dans le Gauteng et le KwaZulu-Natal.
Le même jour, le président Cyril Ramaphosa s'est adressé aux émeutiers, affirmant que les actes de violence publique avaient été "rarement vus" en Afrique du Sud démocratique. Ramaphosa a qualifié les émeutes d'actes de violence opportunistes, citant le manque de griefs et de cause politique pouvant les justifier. Il a souligné la Constitution sud-africaine, qui garantit le droit de chacun à s'exprimer, mais a déclaré que les victimes de cette violence n'ont rien fait de mal. Il a ensuite discuté de l'impact des émeutes sur le déploiement du vaccin pour la COVID-19, indiquant qu'il a été considérablement perturbé après des revers antérieurs. Il a également noté que l'économie du pays serait confrontée à de nouveaux défis en raison de l'insécurité alimentaire et médicamenteuse résultant des émeutes. Le déploiement de la force de défense nationale sud-africaine pour aider à mettre fin aux émeutes a été évoqué.
Le 15 juillet 2021, l'État envoie des milliers de soldats pour éviter d'autres pillages.

## Conséquences
L'État estime qu'il y aura une famine consécutive aux pillages et que ceux-ci entraîneront une montée des tensions raciales en Afrique du Sud.